# Stolnica svetega Janeza Krstnika, Maribor
Stolnica svetega Janeza Krstnika je sedež Nadškofije Maribor, Župnije Maribor – Sveti Janez Krstnik in Univerzitetne župnije Maribor. Stoji v strogem centru Maribora, v geometričnem središču starega mestnega jedra, na sredini Slomškovega trga.

## Zgodovina
Prvi sakralni objekt v Mariboru je bila krstilnica svetega Janeza Krstnika, ki je pripadala kamniški cerkvi svetega Martina, danes župnijski cerkvi v Kamnici pri Mariboru. Najverjetneje ni stala na mestu današnje stolnice, temveč nekoliko bliže Dravi. V zgodovinskem gradivu se Kamnica s cerkvijo prvič pojavi med letoma 1096 in 1105, ko je Hartvik, eden od sinov Engelberta I. Spanheimskega (kasnejši škof v Regensburgu) s plemiško dotacijo tamkajšnja »dvor in cerkev« (curtem illam et ecclesiam) podelil pred nekaj leti ustanovljenemu benediktinskemu samostanu v Št. Pavlu na Koroškem. Prva znana omemba mariborske cerkve sega v leto 1248, ko je rečeno, da gre za cerkev sv. Tomaža Apostola. Druga omemba je iz leta 1254, kjer sta navedena oba svetnika: sv. Tomaž Apostol in sv. Janez Krstnik. Od leta 1399, ko se cerkev v listinah ponovno pojavi z imenom zavetnika (patrocinija), nosi samo naslov sv. Janeza Krstnika. 
Spremembe zavetnika pojasnjuje zgodovinar Janez Hofler v knjigi O prvih cerkvah in župnijah na Slovenskem (stran 73):
"Krstnikov patrocinij po starosti na splošno prednjači pred apostolskimi, razen tega se je pogosto dogajalo, da so krstne kapele pozneje spreminjale patrocinij, zato ni verjetno, da bi cerkev preimenovali iz Tomaževe v Janezovo brez zunanjega vzroka. Kot rešitev tega vprašanja se ponuja misel, da so sedanjo cerkev začeli zidati za potrebe razcvetele naselbine kot troladijsko poznoromansko baziliko s patrocinijem sv. Tomaža, ko je stara krstna cerkev – verjetno bliže Dravi kot nova – še stala. Ko pa so to kot nepotrebno podrli, so njen patrocinij prenesli na novo cerkev."
Kdaj natančno je nastala mariborska župnija, ni znano. Prvič je omenjena na pergamentni listini z 10. avgusta 1189. Verjetno je nastala z razdelitvijo predhodne, kamniško-mariborske (pra)župnije. Zgodovinarji sklepajo, da se je Kamnica verjetno odcepila od Maribora kot njegova vikariatna župnija, po letu 1193 ali najkasneje po letu 1220 pa se je kamniški župnik za stalno preselil v Maribor, v Kamnici pa moral najkasneje do leta 1367 ustanoviti vikariatno župnijo, ko se tam po poldrugem stoletju spet omenja župnik; takšno jo izkazuje tudi seznam prebend iz leta 1455/56. Leta 1189 je kot mariborski župnik omenjen neki Corradus (Konrad), ki je uradoval še leta 1243, ko je podpisal listino sub munimine sigillorum Chonradi venerabilis de Marchpurg plebani fratrisque sui domini G. honorabilis ac discreti - torej sta ga odlikovala družbeni položaj (stan) in sorodstvo. V tem času je bil Maribor del Podravske mejne grofije (marke) Svetega rimskega cesarstva. Sedež mejne grofije je bil v gradu Hompoš (danes Pohorski dvor), mejni grof pa Otokar III. Štajerski iz rodbine Traungaucev. Ob Konradu so bili v Mariboru prisotni drugi duhovniki in diakon, kar pomeni, da Maribor ni bil majhno naselje, temveč že uveljavljena naselbina, ki se leta 1209 prvič omenja kot trg. Zgodovinarji sklepajo, da takratna cerkev ni mogla biti podeželska, temveč večja in ugledna cerkev.   
Mariborska stolna cerkev je grajena iz grobo obdelanega kamna in izklesanih kvadrov iz sivega in rumenkastega slovenjegoriškega peščenjaka. Cerkveno jedro je romansko, sledile so dozidave in prezidave v gotiki, baroku in arhitekturi 20. stoletja. V času škofovanja Jakoba Stepišnika in Mihaela Napotnika (po letu 1862) je bila cerkev regotizirana, tako da je od baročne opreme ostalo zelo malo. Zvonik je bil zgrajen med letoma 1623 in 1624.
Ena najstarejših upodobitev stolnice je prikazana v knjigi Topografija vojvodine Štajerske (Topographia Ducatus Stiriae) Jurija Matevža Višerja iz leta 1681. Bakrorez Višerjeve slike Maribora prikazuje mesto z (nekdanjim) mestnim obzidjem in stolnico v neposredni bližini obzidja. Dobro je vidna tudi cerkev na mestnem griču Kalvarija ter leseni most, ki stoji na mestu današnjega starega mostu čez Dravo.

### Romanika
Prvotna romanska cerkev je bila verjetno enoslopna bazilika z nekoliko višjim stropom, pri čemer so se graditelji zgledovali po tradicionalni bazilikalni gradnji. Razprostirala se je od današnjega gotskega slavoloka, ki loči osrednjo ladjo od prezbiterija, do pevske empore. V dolžino je merila 28,75 metrov, v širino 22,75 metra. O višini lahko sklepamo iz starega pravila o gradnji večladijskih romanskih cerkva, da mora biti osrednja ladja dvakrat višja od stranske ladje. V 13. stoletju  so dogradili stranski ladji, katerih višina je do danes nespremenjena in znaša 6 metrov. Prvotna višina glavne ladje je znašala približno 12 metrov. Od prvotne romanske bazilike sta do danes ohranjena zgolj obok v vzhodnem zaključku severne stranske ladje ter venec, ki molí iz vzhodnih treh nosilcev obokov severne ladje. Romanska cerkev je skozi stoletja doživela največ sprememb. Romanski oboki med glavno ladjo in stranskima ladjama, so bili kasneje pozidani in predrti, vanje so bila vgrajena in ponovno odstranjena vrata, porušen je bil celo steber na jugovzhodnem delu cerkve in kasneje na novo zgrajen. Oboki so bili prezidani iz romanskih v gotske in zatem spet prezidani v romanske, kot jih vidimo še danes. To je vnašalo v zgradbo neregularnosti.

### Gotika
V sredini 15. stoletja so k prvotni romanski cerkveni osnovi dogradili nov oltarni prostor (prezbiterij) v gotskem slogu, z visokimi stenami, kot ga lahko vidimo še danes. Ker se visok gotski prezbiterij ni ujemal z nizko romansko glavno ladjo, so slednjo leta 1520 povišali in tako dobili višji enotni prostor, še danes obstoječe osrednje ladje, ki so jo v času gotike še dodatno nadzidali. Prav tako sta v 15. stoletju prvotno romanski stranski ladji dobili gotski strop. S prihodom renesanse so prenehali graditi v gotskem slogu, čeprav se je gotska gradnja v stolnici ohranila sorazmerna dolgo v čas renesanse.

### Barok
Baročno obdobje se prične po požarih, ki so prizadeli stolnico v 16. stoletju. Takrat se je na več mestih udrl strop in cerkev je potrebovala povsem novo streho. Leta 1797 so odstranili stari pokopališki zid. V baroku so k cerkevi prizidali stranski kapeli. Okna v prezbiteriju so posodobili in jih na sredini višine razpolovili, da so postala štirivogelna in razdeljena kakor na dvoje nadstropij. S tem so popravili kriva gotska razmerja, tako da je bila višina okna sorazmerna z njegovo širino. V okna na vrhu glavne ladje so vzidali nova stekla. V prezbiteriju je bil postavljen nov, baročni oltar s sliko Jezusovega krsta in tudi drugi oltarji, vključno s tistima v stranskih kapelah, tako da jih je bilo skupaj 14. Po teh spremembah je bila cerkev na videz povsem gotsko-baročna gradnja. Takšna župnijska cerkev je 4. septembra 1859 postala stolnica ob prenosu škofijskega sedeža v Maribor.

### Regotizacija stolne cerkve
V času Slomškovega naslednika, škofa Jakoba Stepišnika se je vnela razprava, ali je obstoječa cerkev primerna za stolnico. V tej razpravi se je na eni strani oblikovala skupina zagovornikov ohranitve stolnice, kjer je bil najbolj dejaven zgodovinar Ignacij Orožen. Druga skupina je zagovarjala rušenje stolnice in gradnjo povsem nove cerkve. Obveljalo je stališče Orožnove skupine zagovornikov ohranitve obstoječe cerkve, s tem, da se obstoječa cerkev regotizira, torej, da se iz nje odstrani ves baročni okras. S tem naj bi cerkev dobila bolj katedralno podobo. Regotizacija se je prićela leta 1885 in je cerkvi povzročila ogromno škode. Od 13 oltarjev (brez glavnega) so ostali samo trije, 10 jih je bilo iztrganih in uničenih. "Vandalizem" škofov Stepišnika in Napotnika se je končal šele v začetku 20. stoletja, ko so hoteli postaviti rožnovenski oltar, za kar bi morali odstraniti predhodni baročni oltar sv. Miklavža, na katerem sta bili dve sliki Weisskirchnerja, ob tem pa je bil na njem 200 let star zgodovinski napis. Ob tej priložnosti se je odstranitvi prejšnjega oltarja postavila po robu Cesarsko-kraljeva Centralna komisija na Dunaju, ki je naposled, po daljšem pogajanju, vendarle privolila v odstranitev starega oltarja, vendar le, če ga prestavijo v škofijski muzej in takoj prenehajo z gotiziranjem stolnice. 

### 20. stoletje
Stolnica je 20. stoletje dočakala kot neogotska cerkev. V 20. stoletju ni bilo opravljenih dograditev na stavbi stolnice, vse spremembe so bile zgolj v glavni ladji in deloma v stranskih ladjah. (Glej poglavji o prezbiteriju in stranskih ladjah).

## Zunanjost cerkve in okolica
V neposredni bližini stolnice se nahaja škofijski dvorec, kjer je škofijski sedež, ob njem bogoslovje z novim prizidkom teološke fakultete, škofijsko in teološko knjižnico, Slomškovo knjigarno in škofijskim arhivom. Okoli cerkve je bilo v srednjem veku mestno pokopališče (ukinjeno konec 18. stoletja), kjer je bilo pokopanih mnogo znamenitih mariborskih družin. Od nekdanjega pokopališča so se ohranili nagrobniki, ki so jih ob ukinitvi pokopališča vzidali v zunanje stene cerkve. Na pokopališče še vedno spominja pokopališki svetilnik. Nasproti glavnega vhoda v cerkev so leta 1991 postavili Slomškov spomenik arhitekta Marjana Dreva, na katerem sedi na škofovskem prestolu s škofovsko palico. Na zadnji strani prestola je upodobljen škofov grb. 
V bližini cerkve najdemo kip leva iz rimske dobe, iz 1. ali 2. stoletja, ki naj bi ga našli pri vasi Starše v dravski strugi ter pri bazenu na pol razdalje med stolnico in rektoratom univerze, tudi kip otroka z vrčem (Karlek), delo arhitekta Gabrijela Kolbiča. Na trgu so pred stavbo univerze postavili doprsja pomembnih osebnosti iz vzhodne Slovenije: Franu Miklošiču, Hermanu Potočniku Noordnungu, Matiji Murku in Pavlu Turnerju. 

## Zvonik stolnice
V prvi polovici 14. stoletja so cerkvi prizidali mestni opazovalni stolp, ki so mu l. 1623 prizidali etažo za zvon v renesančnem slogu.  L. 1792 so ga znižali za 19 metrov in obnovili v klasicističnem slogu, potem ko je vanj udarila strela in je pogorel. V višino danes meri 57 metrov in v njem visijo štirje zvonovi. Od starih zvonov je ohranjen le zvon Janeza Krstnika iz leta 1651, ki poje v tonu es'.. Po prvi svetovni vojni sta od štirih ostala le prej omenjeni in stari veliki zvon, ki je tehtal 3880kg, a se je ubil 20. avgusta 1921 ob zvonjenju pokojnemu kralju Petru I. Med svetovnima vojnama so Mariborčani kupili 4 nove zvonove, med njimi veliki zvon s težo 4000kg in tonom A°, a so bili tudi ti odvzeti med drugo svetovno vojno. Leta 1989 je stolnica dobila 3 nove zvonove livarne Grassmayr v Innsbrucku, tako ima sedaj 4 zvonove v uglasitvi c' - es' - f' - as' (t.i. parsifal motiv), težke 2300kg, 1600kg, 900kg in 530kg.
| #  | Livarna                                 | Leto ulitja | Teža   | Premer | Ton |
| -- | --------------------------------------- | ----------- | ------ | ------ | --- |
| 1. | Livarna Grassmayr (Innsbruck, Avstrija) | 1989        | 2300kg | n.p.   | c'  |
| 2. | neznani                                 | 1651        | 1600kg | n.p.   | es' |
| 3. | Livarna Grassmayr (Innsbruck, Avstrija) | 1989        | 900kg  | n.p.   | f'  |
| 4. | Livarna Grassmayr (Innsbruck, Avstrija) | 1989        | 530kg  | n.p.   | as' |

Zvonik je danes odprt za obiskovalce. Do razgledne ploščadi na vrhu zvonika, ki je nekoč služila kot mestna opazovalnica, se je mogoče povzpeti po 162 stopnicah, mimo zvonov. Slednja je, skupaj z organizirano požarno obrambo delovala kot zaščita mesta pred uničujočimi požari, ki so Maribor večkrat popolnoma razdejali. Na vrhu zvonika je bilo urejeno majhno stanovanje, kjer je prebival požarni opazovalec, ki je z udarci po zvonovih meščane opozarjal na nevarnost. Leta 1933 so mestne oblasti opazovalnico zaprle, zadnjo požarno opazovalko Antonio Weiss pa odpustile. Zvonik je ostal zaprt in nedostopen za širšo javnost vse do leta 2012, ko je Pokrajinski muzej Maribor pod okriljem Evropske prestolnice kulture postavil v čuvajnici na stolpu oziroma prostorih zvonika muzejsko zbirko, ki prikazuje dan v življenju požarnega opazovalca. Na zunanji razgledni ploščadi lahko obiskovalci zazvonijo z majhnim zvončkom želja. Z zvonikom pa upravlja Stolna župnija Maribor. 
Odpiralni čas zvonika je vsak petek in soboto: 10.00-14.00 in 16.00-19.00. Zunaj odpiralnega časa je ogled možen po predhodnem dogovoru. Vhod v zvonik je s Poštne ulice in je popolnoma ločen od drugih vhodov v cerkev.

## Notranjost cerkve
Prvotno enoladijsko cerkev so v 13. stoletju razširili v triladijsko in ji okoli leta 1400 prizidali prezbiterij. V začetku 18. stoletja sta bili prizidani stranski kapeli: ob severni ladji kapela z baročnim oltarjem iz leta 1716, na katerem je upodobljen sv. Frančišku Ksaveriju, eden prvih jezuitov. To kapelo krasi štukatura iz istega obdobja. Ob južni ladji je kapela bl. Antona Martina Slomška (nekoč kapela sv. Križa), v kateri se nahaja baročni oltar enega vodilnih baročnih kiparjev na slovenskem Štajerskem, Jožefa Holzingerja iz leta 1775, in sočasne freske. 
Slomšek je ob prihodu leta 1859 v cerkvi postavil nove orgle in škofovski sedež (škofovski prestol), ki se ni ohranil. Glavni, veliki in mogočni baročni oltar je bil iz stolnice odpeljan v župnijsko cerkev sv. Križa v kraju Heiligenkreuz am Waasen na avstrijskem Štajerskem, kjer je še danes. Oltarna slika s tega oltarja je bila pred odvozom odstranjena iz oltarja in danes visi na steni v glavni ladji. Od baročnih elementov se je ohranila lesena prižnica iz 17. stoletja, lesene korne klopi Jožefa Holzingerja iz 18. stoletja, ki prikazujejo prizore iz življenja zavetnika cerkve, sv. Janeza Krstnika. V baročnem slogu sta se ohranili tudi obe stranski kapeli in oltar sv. Florijana iz leta 1699, ki stoji v južni ladji. Po regotizaciji so leta 1890 cerkev znova odprli in na novo posvetili. Za to priložnost je dal  škof Mihael Napotnik izdelati dva svečnika ob glavnem oltarju.
Po letu 1960 so bile v cerkvi izvedene nekatere arhitekturne spremembe po II. Vatikanskem koncilu. VV glavni ladji je bil po drugem vatikanskem cerkvenem zboru (koncilu) spremenjen oltarni prostor (prezbiterij), pri čemer je bila odstranjena zgolj ograja pod velikim gotskim slavolokom, kot je to zapovedal koncil, v sredini cerkve pa je bil postavljen nov daritveni oltar. S postavitvijo tega oltarja so prezbiterij nekoliko podaljšali. Kasneje je največje dograditve doživela Slomškova kapela v južni ladji, ko so vanjo prenesli posmrtne ostanke bl. škofa Slomška in na stene obesili spominske napise, ki spominjajo na papeževe obiske v stolnici. Dodane so bile tudi stranske klopi ob zunanjih stenah. Zaradi dotrajanosti so bile zamenjane zgolj orgle ter vstavljeno ozvočenje in nova razsvetljava. Od leta 1978 stolnico tudi ogrevajo.      

### Srednja ladja z oltarnim prostorom
Veliki baročni slavolok deli glavno ladko na dva dela. Na oltarni prostor ali prezbiterij in na preostali del srednje ladje, kjer pri bogoslužju sedijo obiskovalci. Oltarni prostor ali prezbiterij je najsevernejši del srednje ladje, četudi je bil v času po drugi svetovni vojni nekoliko spremenjen. Prvotni vitraži, kot jih je možno videti na sliki desno so bili ob zavezniškem bombardiranju Maribora ob koncu druge svetovne vojne povsem uničeni in zato so jih nadomestili z novimi, ki oltarni prosto krasijo še danes. So delo slovenskega slikarja Staneta Kregarja in so bili izdelani v letih 1961 in 1969. V istem obdobju so bile zaradi reform 2. vatikanskega cerkvenega zbora (koncila) odstranjene ograje, ki so ločevale oltarni prostor (prezbiterij) od ostalega prostora. Glavni oltar je skozi zgodovino doživel več sprememb. V času škofovanja SLomškovega naslednika Jakoba Stepišnika, so dotedanji baročni glavni oltar iz 17. stoletja povsem odstranili, ohranili pa zgolj oltarno sliko, ki so jo prenesli na steno ob (baročni) prižnici, kjer visi še danes. Sredstva za novogotski oltar je prispeval škof Stepišnik. Tudi ta novogotski oltar je bil kasneje odpeljan na avstrijsko Štajersko, kjer stoji še danes, v mariborsko stolnico pa so namestili današnji glavni oltar, ki so ga v ta namen pripeljali iz avstrijske Štajerske. Po drugem vatikanskem koncilu je bilo treba postaviti daritveni oltar in ambon. Oltar je po načrtih Jožeta Kregarja leta 1978 izdelalo pasarstvo Žmuc, reliefi na njem pa so delo kiparja Gabrijela Kolbiča iz leta 1981. Ob tej priložnosti so izdelali tudi nov škofov sedež, prejšnji škofovski prestol iz leta 1891, narejenega iz luženega hrastovega lesa pa postavili ob severno steno, kjer stoji še danes levo od glavnega oltarja. Slomškov škofovski prestol je bil leta 1891 odstranjen in se ni ohranil. 
Prezbiterij krasijo predvsem korne klopi z reliefi prizorov iz življenja sv. Janeza Krstnika, delo Jožefa Holzingerja iz leta 1771 in vitraži Staneta Kregarja (1961 in 1969). Prvotni vitraži, prikazani na sliki desno, so bili uničeni ob zavezniškem bombardiranju Maribora ob koncu 2. svetovne vojne. 
Med sodobnejšo opremo cerkve spadajo nov daritveni oltar, ambon in škofov sedež. Oltar je po načrtih Jožeta Kregarja leta 1978 izdelalo pasarstvo Žmuc, reliefi pa so delo kiparja Gabrijela Kolbiča iz leta 1981. 

V srednji ladji ob običajnih prvinah gotske cerkve (visoke stene, krogovičje, okna) v stolnici izstopa baročna prižnica in dve sliki, vsaka na eni strani pred glavnim slavolokom. 

Prižnica je najstarejši baročni element v cerkvi in je skoraj nedotaknjena preživela regotizacijo v drugi polovici 19. stoletja. Balustarda je sorazmerno nizka, po njej pa se vijejo vitice vinske trte z velikimi listi in grozdi. Med stebri so plitve polkrožne niše, v njih pa na lesene skulpture štirih evangelistov in skulpturi apostolov sv. Petra in Pavla. Apostola in evangelisti so oblečeni v biblična oblačila. Apostola sta obrnjena drug proti drugemu z obrazoma, evengelisti so upodobljeni v razmišljajoči pozi. Stranice baldahina nad prižnico so okrašene s pozlačenim okrasjem. Na vrhu je velika angelska postava. Desno od prižnice je na steno severne stranske ladje pritrjena slika Krsta v Jordanu iz 17. stoletja in je tudi edini ohranjeni del nekdanjega baročnega oltarja, ki je bil ob regotizaciji leta 1889 iz cerkve umaknjen. 

Druga slika, pritrjena na steno južne stranske ladje je baročna kopija Rubensovega Snemanja s križa iz antwerpenske katedrale. 

V glavni ladji so še trije kovinski lestenci iz leta 1670, ki so ga takratni mestni župnijski cerkvi darovali mesarski, pekovski in zlatarski ceh. Na glavnem slavoloku je tudi kip Vstalega zveličarja, ki je obrnjen proti prostoru srednje ladje. 

### Stranski ladji
V 13. stoletju so cerkev razširili v triladijsko baziliko s po štirimi arkadnimi loki med glavno ladjo in stranskima ladjama. Osi arkadnih lokov na obeh straneh se ne ujemajo, kot je razvidno iz slike tlorisa. Arkada severne strani zaostaja za vrsto južne arkade, vendar te neskladnosti v prostoru samem ne opazimo, če nismo na to posebno pozorni. Posledica te neskladnosti so nepravilnosti v konstrukciji oboka srednje ladje, tako da je prvotni (gotski) stavbar uspel brezhibno konstruirati samo prvo obočno polo na zahodu pred korom, vse druge pa so čedalje bolj nepopolne, tembolj se bližamo prednjemu slavoloku, ki loči oltarni prostor od preostale glavne ladje. Najbolj nepravilna oblika je oblika zadnje obočne pole pred slavolokom. Četudi so vsi oboki gotski, pa je France Stele opazil, da so oblike njihovih mrež v vsakem delu drugačne. Iz tega je sklepal, da tudi gotske sestavine v cerkvi niso istodobne:
"Od enostavnega križnega oboka v zakristiji je zastopanih do najbogatejšega mrežastega oboka v ladji šestero različnih tipov, med katerimi sta si najbolj sorodna oboka severne ladje in podkorne lope ter oboka zakristije in prezbiterija, vse ostalo pa je že po tipu mreže tako različno, da bi bilo težko domnevati, da gre za istočasno nastale stavbne dele. Tipološko najstarejši obok je obok zakristije, toda z ostalim zidom prezbiterija neskladna močnejša debelost stene na mestu, kjer se ta stavba stika s prezbiterijem, nas svari pred prenaglenimi sklepi; ker je že iz tlorisa preveč verjetno, da je po tipu oboka starejša zakristija prizidek k obstoječemu prezbiteriju, smo prisiljeni s kito reber na temenu komplicirane križne oboke svetišča domnevati za najstarejšo gotsko sestavino te cerkve. Da je najbogatejša mreža obokov v ladji najmlajša, nam potrdi posebno značilno igračkasto oblikovanje 
njihovih podnožij. ... Tloris (nam) pove predvsem četvero, za razlago stavbnega razvoja stolnice važnih dejstev:

1. Nemogoče je, da bi bili istodobno nastali pritlični arkadi v ladji in konstruktivno k njima prislonjena gotska obočna konstrukcija srednje ladje;

2. nedvomno je, da je danost teh, po svojih oseh neskladnih arkad povzročila nepravilnost v sestavu obokov, kar dokazuje, da pripadata arkadi siarejši, v gotsko obliko prezidani stavbi;

3. izredna dolžina in srednji ladji skoraj popolnoma enaka širina prezbiterija dokazuje, da je bil sedanji prezbiterij na mestu manjšega, po velikosti ladji ustreznega starejšega svetišča prizidan in da so na ta način hoteli povečati že premajhno notranjščino cerkve;

4. različnost obokov v posameznih delih stavbe dokazuje, da so posamezne dele v gotski dobi v različnih časovnih presledkih obokali in da je najdalje vztrajala pri prvotnem lesenem stropu ladja.

V splošnem tako lahko že po razboru tlorisa in notranjščine zaključimo, da gre za prvotno romansko, pozneje gotsko povečano in prezidano stavbo."
Južno stransko ladjo so povišali in obokali leta 1442, severno okoli leta 1467. V severni stranski ladji najdemo kamnoseški okras, angele z orodji Kristusovega trpljenja, upodobljenimi na konzolah. Po požarih v letih 1648 in 1650 so obnovili streho in vzidali tri vhodne veže, dve od teh na vsaki stranski ladji, kjer sta še danes. Stranski kapeli (vsaka v eni od stranskih ladij) sta bili zgrajeni v letih 1714 in 1715, posvečeni pa med 1724 in 1727. Kapela v južni ladji je posvečena sv. Frančišku Ksaveriju. Leta 1873 jo je poslikal Jakob Broll s prizori iz življenja sv. Frančiška, slikani okni pa predstavljata motive iz svetovnega potopa ter sv. Duha, in sta delo Staneta Kregarja. Leta 1967 je okna izdelalo podjetje "Staklo" iz Zagreba.  V južni ladji je še baročni oltar Franca Krištofa Reissa iz leta 1699. 
Kapela v južni ladji je posvečena bl. škofu Antonu Martinu Slomšku. V njej je tudi pokopan. Slikana okna v tej kapeli so bila vstavljena tik ped njegovo beatifikacijo, med letoma 1996 in 1999. Mojster Marko Jerman je na njih upodobil Slomška pri pouku Blaža in Neže, Slomška kot škofa v Mariboru in Slomškovo beatifikacijo ter Slomška v Zboru svetih. V četrtem oknu sta upodobljena slovanska misijonarja, sveta Ciril in Metod.   
V severni stranski ladji sta dva oltarja: ob vzhodni steni je novogotski oltar Srca Jezusovega v obliki gotskega poliptiha iz leta 1898, ki ga je daroval škof Mihael Napotnik. Marmorna menza (oltarna miza) je delo kamnoseka Karla Kocijančiča iz Maribora. Ob steni severne stranske ladje je Rožnovenski oltar iz leta 1904. Tudi to oltarno mizo (menzo) je izdelal kamnosek Kocijančič. Kip Križanega na tem oltarju je starejši in naj bi nekdaj stal na pokopališču pri stolnici.

### Orgle
Prve orgle v mariborski stolnici je leta 1586 izdelal nek mojster Uroš za takratno mestno župnijo in zato prejel osem mer vina. Druge orgle (2M+P - 25) je izdelal Lenart Ebner leta 1859, od katerih je še danes ohranjena omara. Traktura je bila mehanska igralna in registrska, s sapnicami na poteg in registri Mixtur, Quint in Oktave 2' z manualno zvezo in obsegom pedala 22 tipk (od C do a). Tretje orgle v stolnici je med letoma 1907 in 1909 izdelala mariborska orglarska delavnica Josipa Brandla, dispozicijo zanje pa sta naredila stolna regens in organist, Franc Trop in Rudolf Wagner. Traktura orgel je bila pnevmatska igralna, sapnice pa so bile na stožke. Orgle je blagoslovil tedanji škof Napotnik kot darilo stolnega kapitlja. 
Današnje orgle so iz leta 1981. Blagoslovil jih je škof Kramberger in imajo mehansko igralno trakturo in elektromagnetno registrsko trakturo. Vgrajene so v novogotski omari Lenarta Ebnerja iz leta 1859, pri čemer sta bili omari obnovljeni, dodati pa je bilo potrebno nov hrbtni pozitiv na korni ograji. Orgle je izdelalo podjetje Walcker iz Murrhardta v Nemčiji kot opus 5742 in imajo sledečo dispozicijo:
| I. Hrbtni pozitiv (C–c4) |            |        |
| 1.                       | Rohrflöte  | 8′     |
| 2.                       | Praestant  | 4′     |
| 3.                       | Blockflöte | 4′     |
| 4.                       | Nasard     | 2 2⁄3′ |
| 5.                       | Gemshorn   | 2′     |
| 6.                       | Terz       | 1 3⁄5′ |
| 7.                       | Scharf IV  | 1′     |
| 8.                       | Krummhorn  | 8′     |
|                          | Tremulant  |        |

| II. Glavno piščalje (C–c4) |             |        |
| 9.                         | Gedackt     | 16′    |
| 10.                        | Prinzipal   | 8′     |
| 11.                        | Gedackt     | 8′     |
| 12.                        | Oktave      | 4′     |
| 13.                        | Quinte      | 2 2⁄3′ |
| 14.                        | Prinzipal   | 2′     |
| 15.                        | Mixtur V-VI | 1 1⁄3′ |
| 16.                        | Trompete    | 8′     |

| III. Piščalje v žaluzijah (C–c4) |            |        |
| 17.                              | Bordun     | 8′     |
| 18.                              | Salicional | 8′     |
| 19.                              | Gamba      | 8′     |
| 20.                              | Oktave     | 4′     |
| 21.                              | Querflöte  | 4′     |
| 22.                              | Waldflöte  | 2′     |
| 23.                              | Larigot    | 1 1⁄3′ |
| 24.                              | Oktave     | 1′     |
| 25.                              | Zimbel III | 1⁄2′   |
| 26.                              | Rankett    | 16′    |
| 27.                              | Schalmei   | 8′     |
|                                  | Tremulant  |        |

| Pedal (C–f1) |               |        |
| 28.          | Prinzipal     | 16′    |
| 29.          | Subbass       | 16′    |
| 30.          | Oktavbass     | 8′     |
| 31.          | Metallgedackt | 8′     |
| 32.          | Choralbass    | 4′     |
| 33.          | Hintersatz IV | 2 2⁄3′ |
| 34.          | Bombarde      | 32′    |
| 35.          | Fagott        | 16′    |
| 36.          | Trompete      | 8′     |
| 37.          | Bajoncillo    | 4′     |

Zveze: I/II, III/II (v Tutti: Super III/II, Sub III/II), I/P, II/P in III/P
Nastavljive kombinacije: 5 generalnih, 3 deljene
Zbirniki: Tutti, Zungen ab (izklop jezičnikov)

## Škof Slomšek in stolnica
V stolnici je pokopan blaženi škof Anton Martin Slomšek Njegov grob se nahaja v oltarju stranske, danes Slomškove kapele, nekdanje kapele svetega Križa. Njegovi posmrtni ostanki so bili na to mesto prenešeni 7. oktobra 1978. Po smrti leta 1862 je bil sprva pokopan v grobni kapeli na starem mariborskem pokopališču, kjer je danes stadion Ljudski vrt. V času škofa Tomažiča so ob opustitvi pokopališča leta 1941 njegove posmrtne ostanke prepeljali v frančiškansko cerkev., od tam pa v času škofa Držečnika leta 1978, v luči beatifikacijskega procesa, v stolnico (sprva v kripto pod prezbiterijem, po beatifikaciji pa v stransko Slomškovo kapelo). S Slomškovo kapelo je povezana tudi Božja služabnica Cvetana Priol, saj se je v njej spomladi 1939 darovala Jezusu, kot žrtev ljubezni.
Slomškov grob je dvakrat obiskal tudi papež Janez Pavel II in molil na njegovem grobu. 19. septembra 1999 je papež škofa ob svojem drugem obisku Maribora škofa Slomška razglasil za blaženega, proces za njegovo kanonizacijo (svetništvo) pa je v teku. 

- Kapela svetega Križa s Slomškovim grobom v oltarju
- Prenos Slomškovih posmrtnih ostankov v stolnico
- Vabilo na otvoritev Slomškovega spomenika v stolnici iz leta 1878.
- Slomškov spomenik iz leta 1878.

V prezbiteriju stolnice je postavljen tudi Slomškov kip iz leta 1878 in je delo ljubljanskega kiparja Zajca, na trgu pred stolnico pa stoji Slomškov kip akademskega kiparja Marjana Dreva iz leta 1991, čigar mavčni osnutek se nahaja v škofovi domači cerkvi na Ponikvi. Zajčev spomenik v stolnici je naročil tedanji škof Stepišnik, zunanji kip pa je bil postavljen po natečaju v času škofovanja Franca Krambergerja. Spomenik škofu Slomšku na javnem trgu je že v 19. stoletju zahtevala mariborska čitalnica, kot spomenik zaslužnemu narodnemu buditelju in s tem tudi kot nacionalni spomenik Slovencev, vendar so ga zaradi takratnih mariborskih političnih razmer postavili v stolni cerkvi in ga formalno približali nagrobniku. 

## Bogoslužje in ostali dogodki
Ker je stolnica v aktivni uporabi, v njej potekajo redne svete maše.
- ponedeljek-petek: ob 7.00; 8.00 in 19:00.
- nedelja in zapovedani prazniki: 7.00; 8.30; 10.00; 11.00 in 19.00.
- cerkveni prazniki: 7.00; 8.30; 10.00 in 19:00.

V stolnici potekajo tudi svečane maše ob posebnih dogodkih, pogosti so tudi koncerti, saj je stolnica čudovit koncertni prostor z izvrstno akustiko in orglami iz leta 1981.